# Palagiano-Chiatona
Palagiano-Chiatona (wł. Stazione di Palagiano-Chiatona) – stacja kolejowa w Chiatona (część gminy Palagiano), w prowincji Tarent, w regionie Apulia, we Włoszech. Znajduje się na linii Jonica (Reggio Calabria – Tarent). 
Według klasyfikacji RFI ma kategorię brązową.

## Linie kolejowe
- Linia Jonica